# Adolf Verriest
Adolf Verriest (Deerlijk, 15 augustus 1830 – Kortrijk, 21 juni 1891) was een Belgisch advocaat, politicus, componist en dichter.  Hij was een oudere broer van Hugo Verriest en Gustaaf Verriest.

## Studies
Zijn eerste onderricht kreeg Verriest in Deerlijk. Daarna liep hij college aan het Klein Seminarie in Roeselare, met Guido Gezelle als studiegenoot, hoewel Verriest een klas lager zat. Verriest werd de eerste voorzitter van de in 1849 gestichte lettergilde. Hij zou voor het leven bevriend blijven met Gezelle en op hem een inspirerende invloed hebben.
Adolf schreef in het Frans een gedicht over een Chinees weeskind. Gezelle herwerkte het in het Nederlands en het werd Het weezenkind van Sina. De beide jonge dichters waren toen amper achttien jaar. Het Gezellegedicht werd door Louis Derleyn (1827-1887) op muziek gezet.

## Advocaat
Na de humaniora bleef Adolf in beraad over zijn toekomst. Zou hij priester worden? Hij bleef alvast een eerste jaar filosofie volgen. Maar toen was zijn beslissing genomen en trok hij naar Leuven om er rechten te studeren. Hij vond er toen ook zijn toekomstige echtgenote. Na het beëindigen van zijn studies in 1858 vestigde hij zich als advocaat in Kortrijk. Hij was een begaafd redenaar en kwam overal op voor de rechten van het Nederlands, of eigenlijk voor het ‘Vlaamsch’. Hij pleitte zoveel mogelijk in de volkstaal en was daarin een pionier.

## Politiek
Verriest ging de politiek in en was in Kortrijk voor de katholieke partij gemeenteraadslid van 1870 tot 1886 en schepen van 1886 tot zijn dood. Hij was actief in de katholieke partijorganisatie, de Groeninghegilde (die ijverde voor de oprichting van een gedenkteken  op het Groeningheveld) en in de pas gestichte Katholieke Vlaamsche Landsbond.

## Cultuur
In 1875 was Adolf Verriest medestichter van het Davidsfonds in Kortrijk, waarvan hij voorzitter bleef tot zijn overlijden. Naar aanleiding van het bezoek van de koning aan Kortrijk datzelfde jaar kwam het oratorium De Leie tot stand met zijn vriend Peter Benoit  als componist en Verriest als tekstschrijver. 
Daarnaast componeerde en dichtte Verriest, vaak in functie van wat hij wilde doen zingen in de Kortrijkse muziekschool. Guido Gezelle trad hierbij vaak op als vertaler van liederen. 
Als voorzitter van de raad van bestuur probeerde Adolf Verriest het Vlaamse karakter van de Kortrijkse muziekschool te vrijwaren, tegen de zin in van nogal wat Kortrijkzanen.

## Adolf Verriest en Gezelle
Toen Gezelle zich vanaf 1871 permanent in Kortrijk vestigde, was het de gelegenheid om de jeugdvriendschap te hernemen. Verriest was voor hem een toeverlaat en hij werd een graag geziene gast aan de familiale tafel, onder meer wanneer de broers Karel, Hugo en Gustaaf Verriest naar Kortrijk kwamen. Soms werden liederen gezongen, gecomponeerd door Verriest, op teksten door Guido Gezelle. Het was soms een gelegenheid voor Gezelle om potlood en papier boven te halen en een tafellied te improviseren. Zo schreef hij, in 1876, als heildronk, aan het slot van een geïmproviseerd gedicht van vierentwintig regels:
Een glas daarop dan, vlaamscher wijs, genoten,
en, blij vereend, uw blijde feest genoten;
met water zelfs zou 't hert er dronk van zijn,
gezondheid, vriend, met advocatenwijn!
Op vraag van Adolf vertaalde hij het eerste koor van het drama Athalie van Jean Racine, dat getoonzet was door Mendelssohn. Hetzelfde deed hij voor het lied De Gypten uit de opera Les Bohémiennes. Verriest deed deze werken uitvoeren door zijn koor in de muziekschool.
Ook voor familiegebeurtenissen stond Gezelle klaar. Hij schreef gedichten bij de plechtige communie van Gabrielle Verriest (in 1974) en van Jozef Verriest (in 1874), twee van de kinderen van Adolf. Later schreef hij het bekende wiegeliedje waarvan de eerste strofe luidde:
'n Aven blompjes, moe van spelen,
gaat Mie douw doen, slaapt ook wel,
morgen, komt u niemand stelen,
herbegint ons kinderspel.
Mie was Marie-Louise Verriest, kleindochter van Adolf en dochter van Jozef. Voor Jozef schreef Gezelle een verjaardagsgedicht Als ik u zie, Papa, dat door een van zijn kinderen werd voorgedragen.
Gezelle wijdde een uitgebreid gedicht aan de Kortrijkse Broeltorens en droeg het aan Adolf op. Hij schreef ook een felicitatiegedicht bij het huwelijk van een lid van de muziekmaatschappij die Adolf voorzat en door hem werd op muziek gezet.
Als vriend des huizes schreef Gezelle trouwens heel wat gelegenheidsgedichten voor Verriest, waaronder 
- Adolf, mijn vriend, mijn advocaat (1875).
- Opgepast en meegedaan (1874), een gedicht dat Gabrielle, Joseph en Léon Verriest ten tonele voerde, ter gelegenheid van de naamdag van hun vader.
- Nu is 't aan mij om op te staan (1877), een gedicht in zes strofen, als verrassing voorgedragen (of gezongen?) door de latere directeur van de muziekschool Ferdinand Vaneeckhout, ter ere van Adolf Verriest, op het Sinte-Ceciliafeest.
- Ach ik wou u een liedeken maken (1878), een gedicht bij de naamdag van Adolf, dat bol staat van de 'inner jokes' die alleen binnen de familie te begrijpen waren en waar Gezelle van op de hoogte was.
- Gevrienden, die met mij aan tafel neergezeten (rond 1878) was een aanspraak van Gezelle zelf aan de gastvrije tafel van Adolf gezeten en op luimige toon gericht tot mijn vriend...al veele lange jaren.
- Kniedicht (tussen 1878 en 1888) opnieuw op een naamdag van Adolf Verriest en weer rond zijn gastvrije tafel. Was dit 62 regels tellende gedicht werkelijk ter plekke door Gezelle 'uit de mouw geschud'? Het is alvast wat hij in de laatste regel verzekerde Ex impromptu, dit is voor de vuist.

Nog een jaar voor Verriest overleed, wijdde Gezelle een gedicht aan hun oude vriendschap. Het is maar gedeeltelijk bewaard, maar wat overbleef, toont aan hoezeer het om een lange en wolkeloze vriendschap ging.
Een mogelijk gedicht bij het overlijden van zijn vriend werd nooit gevonden. Wellicht liet hij dit over aan Adolfs broer, Hugo Verriest, die hiervoor als priester en dichter in aanmerking kwam.

## Overlijden
Verriest stierf vrij plots in Kortrijk op 60-jarige leeftijd. Vier dagen later werd hij er begraven.

## Familie Verriest
Adolf Verriest werd geboren in een familie die verscheidene merkwaardige figuren heeft voortgebracht. Zijn vader Petrus-Johannes Verriest (1796-1871) was koopman, parochiaal koster (in de Sint-Columbakerk) en armenmeester in Deerlijk. Hij werd geboren in de huidige Verrieststraat in de wijk De Trompe in Sint-Lodewijk (Deerlijk) en was gehuwd met Carolina Vanackere (1801-1886).
De kinderen:
- Karel Lodewijk Verriest (1828-1894), was achtereenvolgens gemeentesecretaris, notaris en burgemeester van Deerlijk (1872-1885).
- Adolf Verriest zelf (1830-1891).
- E.Z. Oda Verriest (1832-1918) was kloosteroverste bij de Dochters van Liefde.
- Louise Verriest (1835-1907) bleef ongehuwd en woonde in bij haar broer Hugo.
- Julie Verriest (1838-1908) was gehuwd met bierbrouwer Henri Sobry uit Zwevegem.
- Hugo Verriest (1840-1922), priester, dichter, schrijver en redenaar. Hij was een van de belangrijkste exponenten van het cultuurflamingantisme alsook bevorderaar van de politieke Vlaamse Beweging.
- Gustaaf Verriest (1843-1918) werd in Leuven hoogleraar in de geneeskunde en publiceerde essays over taal- en opvoedkunde, naast een studie over Guido Gezelle.

## Publicatie
- Gedichten en aanspraken (Kortrijk, 1893)